# Ouargla

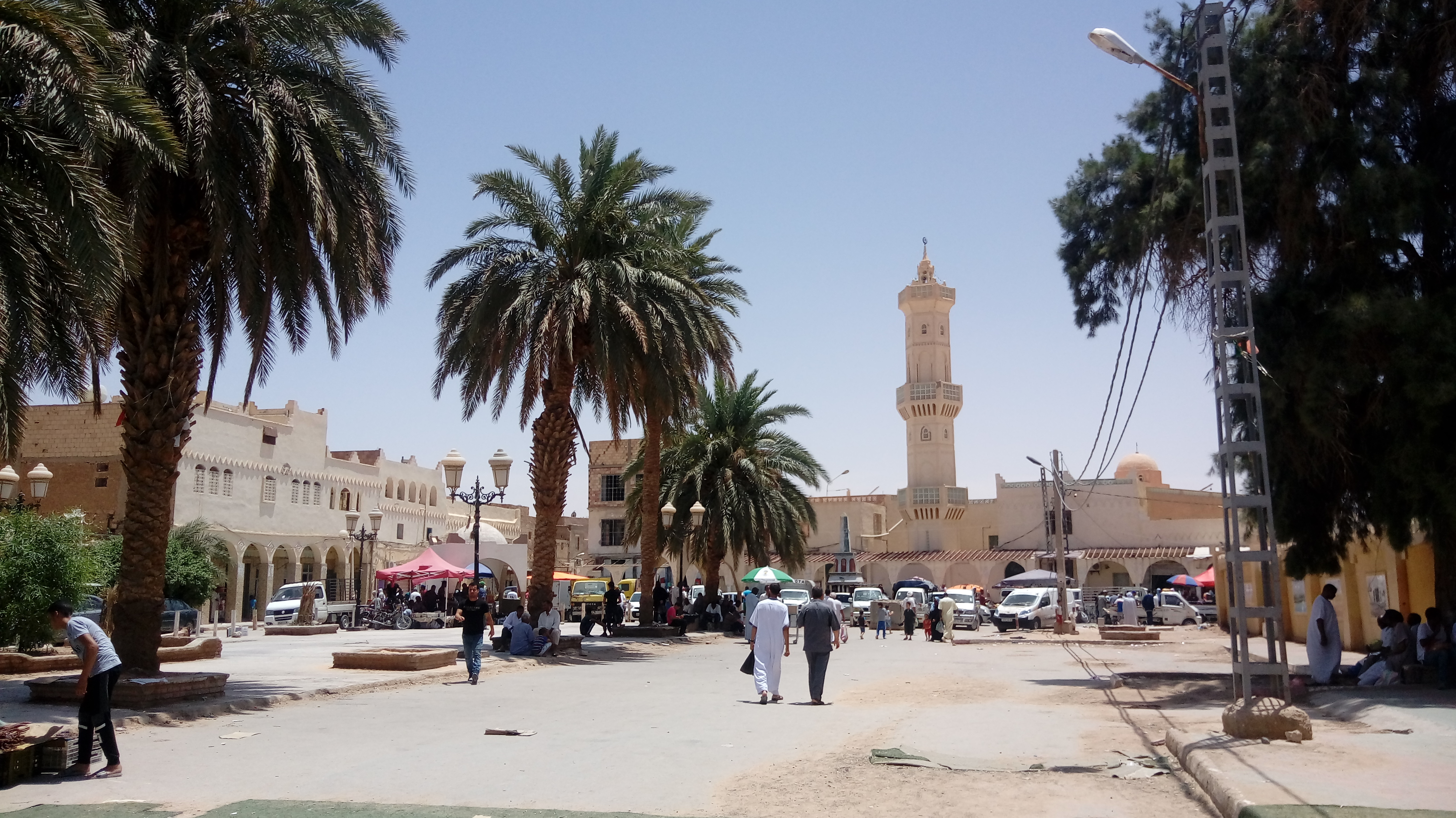
Ouargla – Stadtzentrum

Ouargla (arabisch ورقلة, DMG Warqala, tamazight ⵡⴰⵔⴳⵕⴰⵏ) ist eine große Wüstenoase mit ca. 150.000 Einwohnern in der algerischen Provinz Ouargla. Obwohl die Stadt einer der heißesten Orte der Erde ist, ist sie Sitz einer Universität. Ouargla ist von fünf kleinen Oasen umgeben – Beni Thour, Sidi Khouiled, Chott, Ruwaysat Said Otba und N'goussa, in denen zusammengenommen etwa eine Million Palmen wachsen. Die Oasen werden durch etwa 60 m tiefe artesische Brunnen bewässert, von denen es in der Region mehr als 800 gibt.

## Lage und Klima
Ouargla liegt in der Algerischen Sahara etwa 800 km (Fahrtstrecke) südöstlich der Landeshauptstadt Algier in einer Höhe von ca. 170 m. In Ouargla sind wiederholt extrem hohe Maximaltemperaturen gemessen worden. Ein neuer Juli-Rekord wurde angeblich am 5. Juli 2018 mit 51,3 °C aufgestellt, während der Absolutrekord angeblich am 27. August 1886 mit 57,1 °C aufgestellt wurde. Die Messungen scheinen jedoch nicht normgerecht durchgeführt worden zu sein. Der äußerst spärliche Niederschlag (ca. 50–100 mm/Jahr) fällt überwiegend im Winterhalbjahr.

## Bevölkerung
Die meisten Einwohner der Stadt sind berberischer Abstammung und seit der Mitte des 20. Jahrhunderts aus anderen Regionen Algeriens hierhin zugewandert.

## Wirtschaft
Neben der Landwirtschaft ist Ouargla ein Zentrum der Ölindustrie, obwohl die Ölfelder etwas von der Stadt entfernt liegen.
Neben Dattelpalmen werden Melonen angebaut, die mit leicht salzigem Wasser aus einem nur etwa 2 m tiefliegenden Wasserhorizont bewässert werden. Das aus tieferen Erdschichten geförderte Trinkwasser wird nicht für die Landwirtschaft verwendet.
In der Stadt haben sich Firmen angesiedelt, die die umgebenden Erdölfelder ausbeuten. Die Ölfelder um Hassi Messaoud im Wilaya Ouargla machen etwa 20 % der Ölfelder Algeriens aus, woraus sich die wirtschaftliche Bedeutung der Region für das Land erschließt.

## Geschichte
Im Mittelalter wohnten in der Stadt die Stämme der Magrawa und Ghardaia friedlich zusammen. Die Stadt gehörte den Reichen der Ibaditen und Charidschiten an und war vor allem für ihren Sklavenhandel bekannt. 
Im Jahr 909 wurde das charidschitische Imamat der Rustamiden im westlichen Algerien von den schiitischen Fatimiden erobert. Die überlebenden Charidschiten zogen sich nach Sandrata bei Ouargla zurück. Der ehemalige Karawanenort entwickelte sich als Begräbnisstätte des letzten Imams von Tahert, dem Ausgangsort der Charidschiten, zu einem bedeutenden Handels- und Pilgerzentrum der Ibaditen. Allerdings wurde Sandrata im Jahr 1077 von den Hammadiden unterworfen, weshalb sich die Ibaditen in das Gebiet des Wadi M'zab zurückzogen. Die Mağğāna, erwähnt im 7. und 8. Jahrhundert, werden als Gruppe in der Stadt erwähnt, die unter den ibaditischen Berbern lebte, doch bleibt unklar, ob es sich um Christen, möglicherweise auch um Juden handelte. In jedem Falle spielten die örtlichen Juden eine erhebliche Rolle im transsaharischen Goldhandel.
Als der Norden des Maghreb an das Osmanische Reich kam, wurde Ouargla dem Dey von Algier tributpflichtig.

## Sehenswürdigkeiten
Sehenswert ist die restaurierte Altstadt La Kasbah mit ihrem Markt, dem Suq und der Moschee „al-Masjid al-Atiq“. Im Südwesten der Altstadt hat sich in der französischen Kolonialzeit ein Europäerviertel gebildet, in den anderen Stadtteilen leben Nachfahren von Nomaden, die sich dort niederließen.

## Verkehr
Ouargla liegt an den Nationalstraßen 49 und 56. Die Straßenbahn Ouargla wurde 2018 eröffnet und besteht aus einer Linie. Der Flughafen Ouargla wird national und international bedient.

## Persönlichkeiten
- Miloud Ataouat (1934–2005), Rallye-Raid-Fahrer und Gewinner der Rallye Dakar 1980
- Enas Mekky (* 1973), ägyptische Schauspielerin
- Ayoub Azzi, algerischer Fußballnationalspieler
- Abdelkader Bengrina, Vorsitzender der algerischen gemäßigt-islamistischen Partei El Binaa, 1997 bis 1999 algerischer Minister für Tourismus und Handwerk
- Abdelkader Zoukh, Politiker und ehemaliger Wālī verschiedener Wilayat Algeriens